# John Greaves

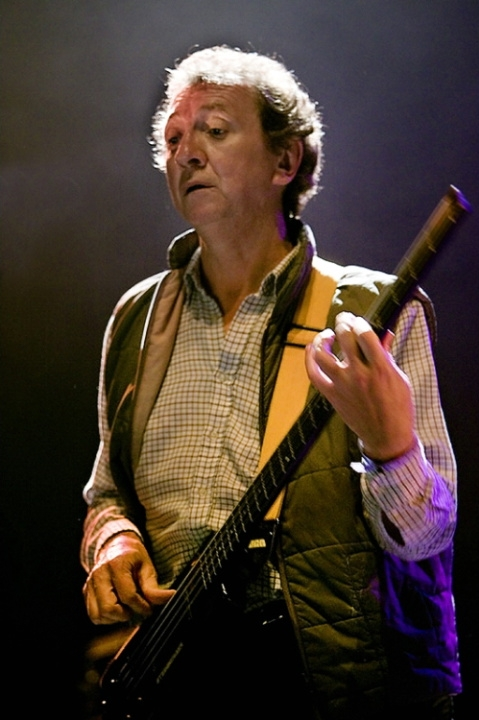
John Greaves

John Greaves (Prestatyn, 23 januari 1950) is een Brits musicus. Hij was een van de musici die in meerdere van de bands van de Canterbury-scene meespeelden.
John Greaves is geboren in Noord-Wales, in Prestatyn, vlak bij Rhyl, maar groeide op in Wrexham. Hij was de zoon van een bandleider van een dancehall-orkest, en werd met muziek grootgebracht. Al op zijn 12e verjaardag kreeg hij zijn eerste basgitaar. Een half jaar later speelde hij al in een eigen orkest, en bleef dat vier jaar lang elke avond doen. 
In 1967 vertrok Greaves naar Cambridge, om literatuur te gaan studeren. Twee jaar later zou hij mee gaan spelen in Henry Cow en na zijn afstuderen in 1971 richtte hij zich helemaal op de muziek. Met Henry Cow bleef hij werken, opnemen en rondtoeren tot en met 1976. In 1974/1975 had Henry Cow samengewerkt met Slapp Happy, wat een sterke muzikale band tussen Greaves en Peter Blegvad opleverde. Greaves ging naar New York en samen met Peter Blegvad voerde hij het Kew.Rhône project uit. Ze hadden hiervoor geld gekregen van Virgin, en drie maanden lang werken ze samen aan composities en teksten. Met behulp van een groot aantal andere musici namen ze de resulterende muziek op een album op.
Terug in Engeland werkte Greaves bij het tonaal, als componist/arrangeur, maar ook als acteur. Greaves ging in 1978 in op een aanbod om mee te gaan spelen in National Health. Tot het uiteenvallen van de band in 1980 bleef hij er spelen. Daarnaast speelde hij ook in Soft Heap, waar hij Hugh Hopper verving. Deze band is in die samenstelling nog steeds af en toe actief (zij het dat de overleden Alan Gowen is vervangen door Mark Hewitt). 
In de tachtiger jaren was Greaves zeer actief in de muziek, maar niet voor langere tijd aan een bepaalde band verbonden. Hij deed verschillende projecten, om te beginnen met The Lodge van Peter Blegvad, wat echter zeven jaar zou duren voordat er een tastbaar resultaat was. Vervolgens een solo-album, Accident. 
In 1984 verhuisde Greaves naar Parijs en vormde daar ook een band waarmee hij ging toeren. De andere leden waren Kristoffer Blegvad (zang), François Ovide (gitaar), Denis Van Hecke (cello) en Mireille Bauer (percussie). Met deze groep voltooide Greaves ook zijn tweede soloalbum in 1985: Parrot Fashion.
Greaves was erg in trek bij diverse musici als sessie-muzikant, voor de opnames van albums. Hij werkte hierbij bijvoorbeeld uitgebreid samen met de Michael Nyman Band. Hij kwam zo ook in contact met David Cunningham, met wie hij vervolgens nog vaak samen zou werken. Met de Michael Mantler Band toerde Greaves korte tijd door Europa. In 1986 kwam er een nieuwe line-up voor the Lodge, die het album opnam en vervolgens drie jaar door Europa toerde.
Eind tachtiger jaren werkte Greaves aan zijn derde 'solo'-album. Hij nam dit in '89-'90 op in Parijs met François Ovide (gitaar), Sophia Domancich (piano) en Pip Pyle (drums). Vrijwel tegelijk met dit album werd het eerste samenwerkingsalbum met David Cunnigham uitgebracht: "Greaves-Cunningham".
In 1993 startte Greaves met het bewerken van muziek van eerdere albums naar een meer akoestische / jazzy versie. Hij nam de nummers op met verschillende musici, met als kern Ovide (akoestische gitaar), Domancich (piano) en Rogers (bas). De zang was onder meer van Robert Wyatt, Kristoffer Blegvad, Susan Belling (S'Ange) en Caroline Loeb. Het leverde het album Songs op, dat pas in 1995 uitkwam. In de tussentijd bleef Greaves samenwerken in projecten met Peter Blegvad en met David Cunningham.
In 1997 werden de eerste twee soloalbums op cd opnieuw uitgebracht. Daarnaast werkte Greaves mee aan het nieuwe album van Michael Mantler, The School Of Understanding. In januari 1998 gaf Greaves in Parijs en in Japan een aantal duo-optredens (zang en piano). Ook daarvan werd een cd-opname uitgebracht, getiteld Loco Solo: Live In Japan.
In mei 2001 was uiteindelijk zijn volgende studio-album klaar: The Caretaker. Hij werkte hiervoor met name samen met François Ovide op gitaar en Manuel Denizet op drums. Met dit trio ging hij ook toeren, hoewel de gitarist eerst Patrice Meyer was, vervolgens Ovide en daarna Jef Morin. Een live-cd van het trio is nog in de maak.
In 2002 keerde Greaves terug naar de akoestische muziek. Hij vormde een trio, JazzSongs, met Sophia Domancich en met cellist Vincent Courtois. Ze namen een album op met deels nieuwe nummers, deels opnames van oudere succesnummers, The Trouble With Happiness.
Daarnaast zijn er nog veel meer projecten, bijvoorbeeld het concert ter ere van Robert Wyatt, "Dedicated To You" in Charleville-Mézières in november 2003, en Chansons, een Franstalig album, met ook weer medewerking van Robert Wyatt. 

## Bands
John Greaves speelde in diverse bands, in vele verschillende samentsellingen, en in een niet meer te overzien aantal ad-hocformaties. Een overzicht van de belangrijkste groepen:
- Henry Cow (1969-76)
- Kew.Rhône (1976)
- National Health (1978-80, 1981)
- Soft Heap (1979-88)
- Peter Gordon's Love Of Life Orchestra (1981)
- John Greaves Group (diverse) (1983- )
- Michael Nyman Band (1985)
- Michael Mantler Band (1987, 1996-97)
- Roxongs Trio
- JazzSongs Trio
- Maman
- Peter Blegvad Trio

## Discografie
|      |                                                    |                                             |
| 1973 | Henry Cow                                          | Leg End                                     |
| 1974 | Henry Cow                                          | Unrest                                      |
| 1975 | Slapp Happy/Henry Cow                              | Desperate Straights                         |
| 1975 | Henry Cow                                          | In Praise of Learning                       |
| 1975 | Robert Wyatt                                       | Ruth Is Stranger Than Richard               |
| 1976 | Henry Cow                                          | Concerts                                    |
| 1977 | John Greaves, Peter Blegvad & Lisa Herman          | Kew.Rhône                                   |
| 1979 | National Health                                    | Of Queues And Cures                         |
| 1981 | David Thomas & The Pedestrians                     | Sound Of The Sand                           |
| 1982 | National Health                                    | D.S. Al Coda                                |
| 1982 | John Greaves                                       | Accident                                    |
| 1983 | Peter Blegvad                                      | The Naked Shakespeare                       |
| 1984 | John Greaves                                       | Parrot Fashions                             |
| 1985 | Peter Blegvad                                      | Knights Like This                           |
| 1984 | Michael Zentner                                    | Present Time (opnames uit 1979-1980)        |
| 1985 | Michael Nyman Band                                 | The Kiss And other Movements                |
| 1987 | Michael Mantler Band                               | Live                                        |
| 1987 | The Lodge                                          | Smell of a Friend                           |
| 1988 | Peter Blegvad                                      | Downtime                                    |
| 1991 | John Greaves & David Cunningham                    | Greaves, Cunningham                         |
| 1991 | John Greaves                                       | La Petite Bouteille de Linge                |
| 1992 | Johan Asherton                                     | The Night Forlorn                           |
| 1992 | Peter Blegvad & John Greaves                       | Dr. Huelsenbecks Mentale Heilmethod         |
| 1995 | John Greaves                                       | Songs                                       |
| 1995 | Peter Blegvad & John Greaves                       | Unearthed                                   |
| 1995 | Peter Blegvad                                      | Just Woke Up                                |
| 1995 | Soft Heap                                          | A Veritable Centaur (opnames uit 1982/1983) |
| 1996 | Peter Gordon & David Cunningham                    | The Yellow Box                              |
| 1997 | Michael Mantler                                    | The School of Understanding                 |
| 1998 | Peter Blegvad                                      | Hangman's Hill                              |
| 1998 | Pip Pyle                                           | 7 Year Itch                                 |
| 2001 | National Health                                    | Play Time (live opname uit 1979)            |
| 2001 | John Greaves                                       | The Caretaker                               |
| 2001 | John Greaves                                       | Loco Solo: Live In Japan                    |
| 2001 | John Greaves, with Marcel Ballot and Patrice Meyer | On The Street Where You Live                |
| 2003 | John Greaves                                       | The Trouble With Happiness                  |
| 2004 | John Greaves & Elise Caron                         | Chansons                                    |
| 2005 | John Greaves                                       | Tambien                                     |

- Bibliothèque nationale de France: cb13937235n (data)
- Gemeinsame Normdatei: 134664205
- International Standard Name Identifier: 0000 0001 1462 2845
- Library of Congress Control Number: no2001027359
- MusicBrainz: 7bd43b80-65bd-4ae0-a1f0-fd65fb005853
- Nationale Bibliotheek van Tsjechië: xx0081941
- Système universitaire de documentation: 188830553
- Virtual International Authority File: 85841106
- WorldCat: E39PBJj4q6F8vjQy8kmVdXFYfq